# Petatlán
Petatlán (del náhuatl: petatl, petete, tlán ‘junto al petate’), es una ciudad mexicana ubicado en la región Costa Grande del estado de Guerrero, es cabecera del municipio homónimo y se encuentra a 35 kilómetros de Zihuatanejo y a 305 kilómetros de la capital del estado, Chilpancingo de los Bravo.
Es la décima tercera ciudad más poblada del estado, al tener una población de 21 659 habitantes de acuerdo con el último conteo y delimitación oficial realizada en 2010 en conjunto por el Instituto Nacional de Estadística y Geografía, el Consejo Nacional de Población y la Secretaría de Desarrollo Social.
La ciudad es atravesada por la carretera federal 200 que bordea la costa del estado y comunica a la población de Cuajinicuilapa con Acapulco, Atoyac de Álvarez, Técpan y Zihuatanejo, en orientación oriente-poniente.

## Toponimia
La palabra Petatlán deriva de los vocablos nahuas petatl-petete y tlán, que  significa junto al petate.

## Historia

### Época virreinal

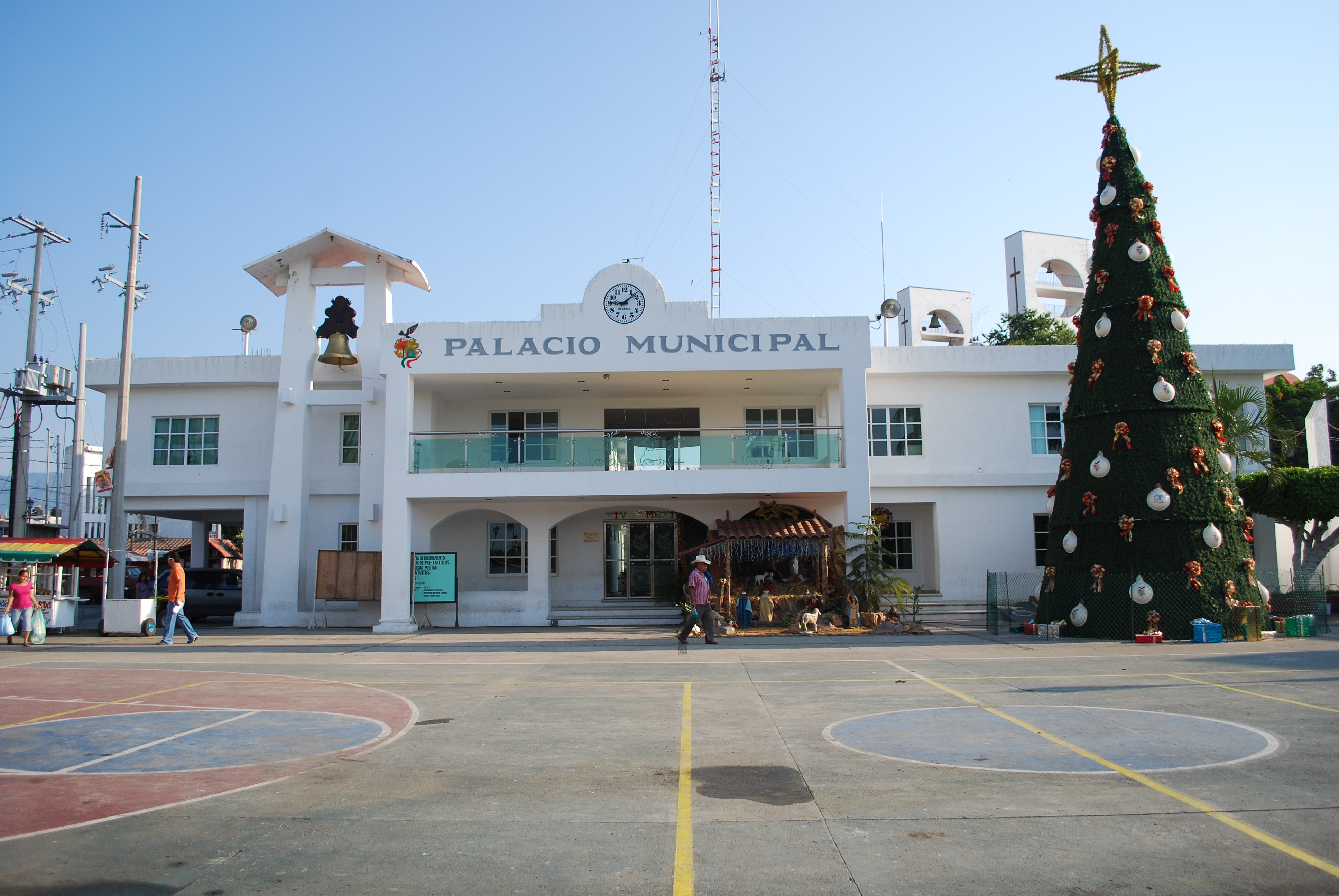
Palacio municipal

Durante el siglo XI, la población de Petatlán fue habitada por distintos grupos prehispánicos como los cuitlatecos, chumbias y pantecas hasta que en 1497 esta zona de la región de Costa Grande fue conquistada por los mexicas al mando del hueytlatoani Ahuizotzin. Siete años después, en 1504, Moctezuma Xocoyotzin estableció formalmente la provincia de Cihuatlán donde quedó integrado el territorio de lo que hoy es el municipio de Petatlán. Al consolidarse la conquista española en territorio mexicano, la población de Petatlán fue encomendada a Ginés de Pinzón siendo sus habitantes evangelizados por fray Juan Bautista Moya quien congregando a los indígenas fundó la población de Petatlán en 1550. Para 1786, cuando se dio la reforma a la organización política de la Nueva España, Petatlán se integró a la subdelegación de Zacatula perteneciente al entonces recién creada intendencia de México.

### México independiente
Como muchos otros puntos de la región de la Costa Grande, el poblado de Petatlán fue escenario de diferentes acontecimientos durante la guerra de independencia de México, como la conformación del contingente insurgente de José María Morelos y la integración a dicho movimiento en 1810 de José María Izazaga junto con 130 hombres; un año después la ciudad quedaría integrada a la provincia de Técpan, creada por Morelos en ese mismo año. Una vez consumada la independencia y establecido el imperio de Agustín I, Petatlán pasó a formar parte, al igual que muchas poblaciones de la costa sur del Pacífico, de la Capitanía General del Sur. Al caer el imperio y establecida la república federal, la población se integró al partido de Técpan, en el distrito de Acapulco, entonces territorio del estado de México. 

### SigloXIX
Cuando se erigió el estado de Guerrero el 27 de octubre de 1849, Petatlán perteneció al distrito de Galeana y el 1 de abril de 1870, mediante el decreto N.º 43, se constituyó por primera vez como cabecera del municipio homónimo. Sin embargo, fue suprimido el 16 de junio de 1874 al segrerarse parte del territorio del municipio de La Unión, así como algunas localidades del municipio de Técpan de Galeana. Es hasta el 31 de diciembre de 1934, que mediante el decreto N.º 78, Petatlán se segrega nuevamente del municipio de Técpan de Galeana constituyéndose oficialmente la población como cabecera del municipio homónimo a partir del 2 de enero de 1935. En 1953, Petatlán cedió parte de su territorio occidental para la creación del municipio de José Azueta, con cabecera en Zihuatanejo.

## Demografía

### Población
Conforme al Censo de Población y Vivienda 2020 realizado por el Instituto Nacional de Estadística y Geografía (INEGI) con fecha censal del 27 de marzo de 2020, Petatlán contaba hasta ese año con un total de 23363 habitantes, de los cuales 11236 eran hombres y 12127 eran mujeres.
Notas
      Fuente:Instituto Nacional de Estadística y Geografía
- Censos de población (1900 - 1990, 2000, 2010 y 2020)[10]
- Conteos de Población (1995 y 2005)[10]

## Cultura

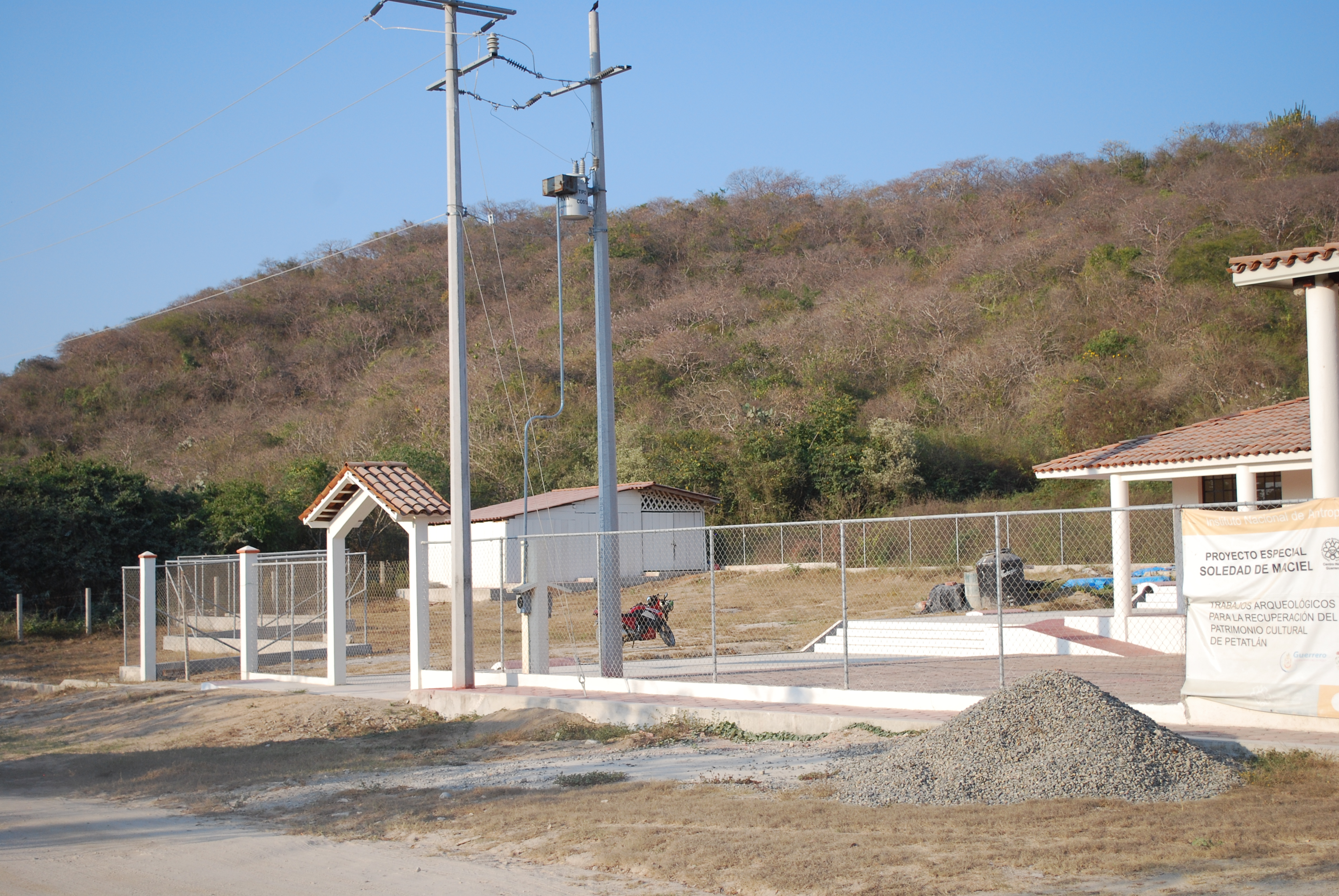
La Soledad de Maciel.

### Monumentos históricos y sitios de interés
Petatlán cuenta con algunas edificaciones históricas, las cuales están protegidas en el estado por el Registro Público de Monumentos y Zonas Arqueológicos del INAH, de acuerdo a la Ley Federal sobre Monumentos y Zonas Arqueológicos, Artísticos e Históricos de México.

#### Monumentos arqueológicos
- La Soledad de Maciel, popularmente conocido como La Chole, es un sitio arqueológico mesoamericano, se han encontrado piezas en el área desde 1930, entre ellas algunas de las más importantes y valoradas de éstas culturas, aunque las excavaciones oficiales recién iniciaron a finales de la década del año 2000 cuando las autoridades comenzaron a adquirir los terrenos. Una de éstas piezas es un asta descubierta en 1944 llamada el Rey de La Chole, quien fue una figura pública muy venerada. De acuerdo con el Instituto Nacional de Antropología e Historia, las ruinas podrían ser igual de importantes que Teotihuacán o Chichén Itza, pues abarcan desde el período preclásico al posclásico en la cronología de Mesoamérica. Es el centro ceremonial y el sitio arqueológico más grande del estado.[12]

### Festejos y tradiciones
Petatlán es famoso porque hay un santuario en donde se venera al Cristo de las Tres Caídas de Petatlán.

#### Padre Jesús
- El 6 de agosto se celebra el día del santo patrón de Petatlán Padre Jesús. La celebración comienza con una fase previa en la cual comerciantes locales y foráneos con antelación de una semana instalan puestos de comercio improvisados, en los cuales es común que habitantes de las zonas más remotas del municipio se reúnan para adquirir productos de su necesidad y agrado. La fase principal de esta celebración comienza cuando en la mañana del 6 de agosto, cuando desde muy temprano las personas comienzan a reunirse en la parroquia para cantar la mañanitas al padre Jesús de Petatlán. Después de esto se lleva a cabo una peregrinación de varios kilómetros a lo largo de la pequeña ciudad en la que durante el recorrido se cantan canciones que a modo de adoración a dicha deidad. Al concluir dicho peregrinaje, subsiguientemente se reúne una gran cantidad personas que abarrotan la parroquia de Petatlan para llevar a cabo la ceremonia principal, en esta ceremonia los creyentes dejan sus ofrendas, hacen sus plegarias y agradecen por la bendiciones recibidas; para después  dar paso a la "quema de castillo" que consiste en una estructura en forma de castillo con una corona en su parte superior, a la cual se le prende fuego y se le observa consumirse en entre la llamas mientras se le acompaña con música que alabe ala entidad divina, en esta fase de la celebración también se lleva a cabo un espectáculo con fuegos artificiales que marcan por concluida dicha celebración.

#### Semana Santa
- En Semana Santa y la de Pascua de cada año se realiza la tradicional Expo Petatlán con juegos mecánicos, puestos comerciales, teatro del pueblo, bailes y más.

## Comercios y servicios

### Comercio
En la ciudad se encuentran algunas tiendas de diferente tipo entre mueblerías, tiendas de ropa, ferreterías, casas de materiales para la construcción, madererías, llanteras, casas de empeño, bazares, tales como:
- Un mercado municipal que lleva por nombre Isidoro Montes de Oca
- Un supermercado Merza
- Tres supermercados Neto
- Cinco tiendas Oxxo
- Una tienda Elektra
- Bancos como: Banamex, BBVA Bancomer, Banco Azteca y Compartamos Banco.
- Farmacias: Farmapronto, Farmacias Similares, Farmacia de especialidades, Farmacias GI y Farmacias Saydel.
- Tiendas especializadas en deportes La Casa del Deportista
- Un Centro de Recreación Familiar: Centro Recreativo Barreto y Balneario El Palmar.
- Una tienda Coppel

### Servicios
- Dirección de agua potable en Petatlán
- Comisión Federal de Electricidad
- Policía y Tránsito municipal
- Telefonía fija e Internet (TELMEX)
- Telefonía celular (Telcel, Movistar y Unefon)
- Televisión por cable (Megacable)
- Televisión por satélite (SKY y Dish)
- Oficina de Correos de México
- Oficina de Telecom/Telégrafos
- Panteón municipal
- Central de autobuses Estrella Blanca.
- Estación de autobuses de la Estrella de Oro
- Hospital Rural de la Secretaría de Salud Pública
- Unidad Médica Familiar del IMSS
- Unidad de Medicina Familiar del ISSSTE
- Unidad deportiva municipal
- DIF municipal
- Casa de la cultura
- Centro de Servicio ITALIKA (cesit 3723)

## Educación

### Básica
En educación básica, Petatlán cuenta con diferentes planteles entre Jardines de Niños, Primarias, Secundarias y Colegios Privados. Cuenta con tres colegios particulares, llamados colegio Costa Grande (CCG), colegio centro cultural de Petatlán (CCP) y Monseñor Gregorio M. Bello, en honor al monseñor Gregorio María Bello Carranza (1913 - 2006).

### Media superior
En educación media superior, cuenta con un plantel del Centro de Estudios Científicos y Tecnológicos de Guerrero n.º 05 (CECYTE), colegio de Bachilleres (COBACH) y la Unidad Académica n.º 25 (conocida como Prepa 25). 

### Superior
En educación superior cuenta con la Universidad Tecnológica de la Costa Grande de Guerrero (UT).

## Relaciones internacionales

### Hermanamientos
- St. Peter, Estados Unidos[13]

### Cooperación específica
- San Miguel de Allende, México[14]
- Morelia, México[14]